# 구나운
구나운(1982년 12월 30일 ~ )은 대한민국의 가수이다.

## 경력
- 2017년 BTN불교TV 붓다회 홍보위원
- 2016년 제24회 성산일출축제 홍보대사
- 2016년 대구 달성군 화원읍 홍보대사

## 수상
- 2014년 위대한 한국인 대상 신인가수 대상
- 2014년 자랑스런 대한민국 시민대상 인기가수 대상

## 데뷔
- 2013년 싱글 앨범 '애별가'

## 음반
- 2023년 바로 나
- 2020년 꽃길만 가자
- 2017년 남몰래 피는 꽃
- 2016년 갑을인생
- 2015년 가족을 지켜라 OST Part.2 - 사랑해 사랑해
- 2014년 꽃반지
- 2013년 Acoustic 1
- 2013년 애별가